# Xander Berkeley
Xander Berkeley született: Alexander Harper Berkeley (Brooklyn, New York, 1955. december 6. –) amerikai színész, szinkronszínész.
Játszott a Terminátor 2. – Az ítélet napja (1991), a Kampókéz (1992), a Barb Wire – A bosszúálló angyal (1996), Az elnök különgépe (1997), a Gattaca (1997) és a Jackie Chan: Új csapás (2000) című filmekben.
2001 és 2003 között a 24 állandó szereplője volt, majd a Nikita epizódjaiban tűnt fel. Visszatérő szerepben volt látható A mentalista (2008–2013) és a The Walking Dead című sorozatokban.

## Fiatalkora
1955. december 6-án született New York Brooklyn városrészében. Élete nagy részét New Jersey-ben töltötte. Xander a Hampshire Egyetemre nyert felvételt. Ezután a Regional and Repertory színházban és az Off Broadwayn is dolgozott, amíg New Yorkban élt.

## Magánélete
2001-ben, a 24 forgatásán találkozott a Nina Myerst alakító Sarah Clarke-kal és egy évvel később összeházasodtak. Lányuk, Olwyn Harper 2006. szeptember 23-án született meg. Berkeley feleségével és lányával Los Angelesben él.
A színészet mellett sminkmesterként, festőként és szobrászként is tevékenykedik.

## Filmográfia

### Film
| Év   | Magyar cím                         | Eredeti cím                                        | Szerep                           | Magyar hang            |
| ---- | ---------------------------------- | -------------------------------------------------- | -------------------------------- | ---------------------- |
| 1981 | Anyu a sztár                       | Mommie Dearest                                     | Christopher Crawford felnőttként |                        |
| 1982 |                                    | Tag: The Assassination Game                        | Connally                         |                        |
| 1985 | Önkéntesek                         | Volunteers                                         | Kent Sutcliffe                   | Schnell Ádám           |
| 1985 | Önkéntesek                         | Volunteers                                         | Kent Sutcliffe                   | Zalán János            |
| 1986 | Sid és Nancy                       | Sid and Nancy                                      | Bowery Snax                      | Fazekas István         |
| 1987 | Egyenesen a pokolba                | Straight to Hell                                   | McMahon prédikátor               | László Zsolt           |
| 1987 | Gengszterek földje                 | The Verne Miller Story                             | Cardogan                         |                        |
| 1987 | Walker, a felszabadító             | Walker                                             | Byron Cole                       | Rosta Sándor           |
| 1988 | Taplófejek                         | Tapeheads                                          | Ricky Fell                       |                        |
| 1988 | Törvénytelen ország                | The Lawless Land                                   | Ez Andy                          | Ujréti László          |
| 1988 |                                    | Deadly Dreams                                      | Jack Thorne                      |                        |
| 1989 | Azok a csodálatos Baker fiúk       | The Fabulous Baker Boys                            | Lloyd                            | Faragó József          |
| 1990 | Higgy neki, hisz zsaru             | Internal Affairs                                   | Rudy Mohr                        | Melis Gábor            |
| 1990 | Kiskorú nyomozó                    | The Gumshoe Kid                                    | Monty Griswold                   |                        |
| 1990 | Összeesküvés                       | The Assassin                                       | John Patrick Earl                | Rosta Sándor           |
| 1990 | Kék kopó                           | The Last of the Finest                             | Eddie                            |                        |
| 1990 | A vérszomjas dada                  | The Guardian                                       | nyomozó                          |                        |
| 1990 | Sose halok meg                     | Short Time                                         | Stark                            | Kárpáti Tibor          |
| 1990 | Svindlerek                         | The Grifters                                       | Pierson hadnagy                  | Varga T. József        |
| 1990 | A zöldfülű                         | The Rookie                                         | Ken Blackwell                    | Varga T. József        |
| 1991 | Terminátor 2. – Az ítélet napja    | Terminator 2: Judgment Day                         | Todd Voight                      | Barbinek Péter         |
| 1991 | Billy Bathgate                     | Billy Bathgate                                     | Harvey Preston                   | Cs. Németh Lajos       |
| 1991 | Kopaszoknak szeretettel            | For the Boys                                       | Roberts                          |                        |
| 1992 | Mordály a tarsolyomban             | The Gun in Betty Lou's Handbag                     | Marchat                          | Varga T. József        |
| 1992 | Kampókéz                           | Candyman                                           | Trevor Lyle                      | Jakab Csaba            |
| 1992 | Egy becsületbeli ügy               | A Few Good Men                                     | Whitaker százados                | Csankó Zoltán          |
| 1994 | Figyelő szemek                     | Caroline at Midnight                               | Joey Szabo                       | Orosz István           |
| 1995 | Elkülönítve                        | Safe                                               | Greg White                       |                        |
| 1995 | Apolló 13                          | Apollo 13                                          | Henry Hurt                       | Uri István             |
| 1995 | Apolló 13                          | Apollo 13                                          | Henry Hurt                       | Juhász György          |
| 1995 | Las Vegas, végállomás              | Leaving Las Vegas                                  | cinikus taxis                    |                        |
| 1995 | Szemtől szemben                    | Heat                                               | Ralph                            | Beratin Gábor          |
| 1996 |                                    | Poison Ivy II: Lily                                | Donald Falk                      |                        |
| 1996 | Testvérek között                   | A Family Thing                                     | napégette férfi                  |                        |
| 1996 | Barb Wire – A bosszúálló angyal    | Barb Wire                                          | Alexander Willis rendőrfőnök     | Barbinek Péter         |
| 1996 | A szikla                           | The Rock                                           | Dr. Lonner                       |                        |
| 1996 | Golyóálló                          | Bulletproof                                        | Darryl Gentry FBI-ügynök         | Orosz István           |
| 1997 |                                    | The Killing Jar                                    | Danny "Figaretto" Evans          |                        |
| 1997 | Az elnök különgépe                 | Air Force One                                      | Gibbs titkosszolgálati ügynök    | Németh Gábor           |
| 1997 | Egyéjszakás kaland                 | One Night Stand                                    | Charlie barátja                  |                        |
| 1997 | Gattaca                            | Gattaca                                            | Dr. Lamar                        | Orosz István           |
| 1997 | Amistad                            | Amistad                                            | Hammond                          | Rosta Sándor           |
| 1997 |                                    | The Truth About Juliet                             | George                           |                        |
| 1998 | Zsaruszerencse                     | Phoenix                                            | Clyde Webber hadnagy             | Fazekas István         |
| 1999 | Tökéletes katona – A visszatérés   | Universal Soldier: The Return                      | Dylan Cotner                     | Németh Gábor           |
| 1999 |                                    | The Cherry Orchard                                 | Epihodov                         |                        |
| 2000 | Timecode                           | Timecode                                           | Evan Wantz                       | Epres Attila           |
| 2000 | Jackie Chan: Új csapás             | Shanghai Noon                                      | Van Cleef                        | Borbiczki Ferenc       |
| 2001 | Helyzetek és gyakorlatok           | Storytelling                                       | Mr. DeMarco                      |                        |
| 2001 |                                    | China: The Panda Adventure                         | Dakar Johnston                   |                        |
| 2001 | Egy férfi titkos órákra            | The Man from Elysian Fields                        | Virgil Koster                    |                        |
| 2003 | Futóhomok (Piszkos bankbetétek)    | Quicksand                                          | Joey Patterson                   | Sinkovits-Vitay András |
| 2004 |                                    | Human Error                                        | Hanrahan                         |                        |
| 2004 | Az ellenség karmaiban              | In Enemy Hands                                     | Kentz admirális                  |                        |
| 2005 | Dögölj meg, édes!                  | Drop Dead Sexy                                     | Harkness                         | Tóth Tamás             |
| 2005 | Sötét vizeken                      | Deepwater                                          | Gus                              | Németh Gábor           |
| 2005 | Ásó, kapa, vadkaland               | Standing Still                                     | Jonathan                         | Dunai Tamás            |
| 2005 | Kőkemény Minnesota                 | North Country                                      | Arlen Pavich                     | Várkonyi András        |
| 2006 |                                    | The Garage                                         | "Doc" Ruppert                    |                        |
| 2006 | Seraphim Falls – A múlt szökevénye | Seraphim Falls                                     | vasúti elöljáró                  | Reviczky Gábor         |
| 2007 | Törés                              | Fracture                                           | Moran bíró                       | Izsóf Vilmos           |
| 2008 | Elrabolva                          | Taken                                              | Stuart                           | Rosta Sándor           |
| 2008 |                                    | Cook County                                        | 'Sonny'                          |                        |
| 2009 | Csajok a pácban                    | Women in Trouble                                   | Mr. Frost                        |                        |
| 2009 | A kezdet kezdete                   | Year One                                           | King                             | Csuha Lajos            |
| 2009 |                                    | Repo Chick                                         | Aldrich De La Chasse             |                        |
| 2009 | Superman/Batman: Közellenségek     | Superman/Batman: Public Enemies                    | Atom kapitány (hangja)           | Maday Gábor            |
| 2010 | HA/VER                             | Kick-Ass                                           | Vic Gigante nyomozó              |                        |
| 2010 | Hálószobák                         | Bedrooms                                           | Harry                            | Fazekas István         |
| 2010 | Rohanás                            | Faster                                             | Mallory őrmester                 | Forgács Gábor          |
| 2010 |                                    | The Death of Socrates                              | Szókratész                       |                        |
| 2010 |                                    | Luster                                             | Carter nyomozó                   |                        |
| 2011 |                                    | Girl Walks into a Bar                              | Moe                              |                        |
| 2011 | A bosszú jogán                     | Seeking Justice                                    | Durgan hadnagy                   | Berzsenyi Zoltán       |
| 2012 |                                    | That Guy... Who Was in That Thing (dokumentumfilm) | önmaga                           |                        |
| 2013 | Erősebb a szavaknál                | Louder Than Words                                  | Dr. Lansen                       | Rosta Sándor           |
| 2013 |                                    | Live at the Foxes Den                              | Kenneth Whitman                  |                        |
| 2014 | Transzcendens                      | Transcendence                                      | Dr. Thomas Casey                 | Rosta Sándor           |
| 2014 |                                    | Small Time                                         | Chick                            |                        |
| 2014 | Batman fia                         | Son of Batman                                      | Dr. Kirk Langstrom (hangja)      | Tarján Péter           |
| 2014 |                                    | Pony                                               | Jeff bácsi (rövidfilm)           |                        |
| 2015 | Gyilkos ösztön                     | Solace                                             | Mr. Ellis                        | Fazekas István         |
| 2016 | A beavatott-sorozat: A hűséges     | Allegiant                                          | Phillip                          | Dunai Tamás            |
| 2016 |                                    | Moments of Clarity                                 | Artemis                          |                        |
| 2017 |                                    | Shot                                               | Dr. Roberts                      |                        |
| 2018 | Bérgyilkos Mary                    | Proud Mary                                         | nagybácsi                        | Tarján Péter           |
| 2018 |                                    | The Maestro                                        | Mario Castelnuovo-Tedesco        |                        |
| 2018 | Hazugságok városa                  | City of Lies                                       | Edwards                          |                        |
| 2019 |                                    | The Wall of Mexico                                 | Michael Rand                     |                        |
| 2019 |                                    | Dark Harbor                                        | James pap                        |                        |
| 2020 |                                    | The Dark and the Wicked                            | pap                              |                        |
| 2022 |                                    | Lockdown                                           | Joel                             |                        |
| 2022 |                                    | Butcher's Crossing                                 | Charlie Hoge                     |                        |

### Televízió
Tévéfilmek
| Év   | Magyar cím                    | Eredeti cím                | Szerep          | Magyar hang          |
| ---- | ----------------------------- | -------------------------- | --------------- | -------------------- |
| 1989 | Made in L.A.                  | L.A. Takedown              | Waingro         | Mikula Sándor        |
| 1991 | A gengszterkirály             | Dillinger                  | Copeland        |                      |
| 1991 |                               | Not of This World          | Bruce MacNamara |                      |
| 1991 |                               | Murder in High Places      | Wayne           |                      |
| 1992 | Magánügy                      | A Private Matter           | Peter Zenner    |                      |
| 1993 | Nyomozás magánügyben          | It's Nothing Personal      | James Blakemore |                      |
| 1993 | Donato és lánya               | Donato and Daughter        | Russ Loring     | Berzsenyi Zoltán     |
| 1993 | Donato és lánya               | Donato and Daughter        | Russ Loring     | Kőszegi Ákos         |
| 1993 | Az 50 láb magas nő támadása   | Attack of the 50 Ft. Woman | férfi           | Jakab Csaba          |
| 1994 | Roswell                       | Roswell                    | Sherman Carson  | Kárpáti Tibor        |
| 1994 | Roswell                       | Roswell                    | Sherman Carson  | Haás Vander Péter    |
| 1996 | Kőbe zárt halál               | Within the Rock            | Ryan            | Szabó Sipos Barnabás |
| 1996 | Ha a falak beszélni tudnának  | If These Walls Could Talk  | John Barrows    | Fazekas István       |
| 1996 | Reménysugár                   | For Hope                   | randipartner    |                      |
| 1996 | Apollo 11                     | Apollo 11                  | Buzz Aldrin     |                      |
| 1997 | Szilikon völgy (Kebelbarátok) | Breast Men                 | interjúztató    |                      |
| 1998 |                               | Winchell                   | Gavreau         |                      |
| 1999 | Komputerzsaruk                | NetForce                   | Bo Tyler        |                      |
| 2006 | Magma – Fellázad a Föld       | Magma: Volcanic Disaster   | Peter Shepherd  | Király Attila        |
| 2006 | Magma – Fellázad a Föld       | Magma: Volcanic Disaster   | Peter Shepherd  | Dunai Tamás          |
| 2011 | Küzdelem a rákkal             | Five                       | Peter           |                      |
| 2012 |                               | Entanglement               | Peter Keller    |                      |

Sorozatok
| Év        | Magyar cím                               | Eredeti cím                          | Szerep                                              | Megjegyzések                                   |
| --------- | ---------------------------------------- | ------------------------------------ | --------------------------------------------------- | ---------------------------------------------- |
| 1981      |                                          | M.A.S.H.                             | tengerész                                           | 1 epizód                                       |
| 1981      |                                          | Open All Night                       | Medfold                                             | 1 epizód                                       |
| 1982      |                                          | The Incredible Hulk                  | Tom                                                 | 1 epizód                                       |
| 1982      |                                          | McClain's Law                        | Peter                                               | 1 epizód                                       |
| 1982      |                                          | Hart to Hart                         | Christopher Hawks                                   | 1 epizód                                       |
| 1982      |                                          | Tales of the Gold Monkey             | Eric Fromby                                         | 1 epizód                                       |
| 1983      |                                          | Remington Steele                     | Dan Kowalski                                        | 1 epizód                                       |
| 1983      |                                          | The Renegades                        | Gillette                                            | 1 epizód                                       |
| 1983      | Cagney és Lacey                          | Cagney & Lacey                       | Maurice                                             | 1 epizód                                       |
| 1983–1984 | A szupercsapat                           | The A-Team                           | Baker / Wilson őrmester                             | 2 epizód                                       |
| 1984      |                                          | Riptide                              | taxisofőr                                           | 1 epizód                                       |
| 1984      |                                          | Falcon Crest                         | "Buzz" Whitehead                                    | 1 epizód                                       |
| 1985      |                                          | V                                    | Isaac Henley                                        | 1 epizód                                       |
| 1986      | Alkonyzóna                               | The Twilight Zone                    | Dave                                                | 1 epizód                                       |
| 1986      | A simlis és a szende                     | Moonlighting                         | Scalper                                             | 1 epizód                                       |
| 1987–1989 | Miami Vice                               | Miami Vice                           | Tommy Lowell                                        | - 1 epizód - magyar hangja: - Fazekas István   |
| 1987–1989 | Miami Vice                               | Miami Vice                           | Bailey                                              | - 1 epizód - magyar hangja: - Juhász György    |
| 1988      |                                          | J.J. Starbuck                        | Bobby Tinch                                         | 1 epizód                                       |
| 1988      |                                          | CBS Summer Playhouse                 | Dr. Noah Fredericks                                 | 1 epizód                                       |
| 1990      | Dowling atya nyomoz                      | Father Dowling Mysteries             | Carl Maxwell                                        | 1 epizód                                       |
| 1990      |                                          | Wiseguy                              | Ray Spiotta                                         | 1 epizód                                       |
| 1990      |                                          | Grand                                | Jeffrey                                             | 1 epizód                                       |
| 1991      |                                          | Super Force                          | Dr. Landru                                          | 3 epizód                                       |
| 1993      |                                          | The Adventures of Brisco County, Jr. | Brett Bones                                         | 1 epizód                                       |
| 1993      | X-akták                                  | The X-Files                          | Dr. Hodge                                           | - 1 epizód (A jég) - magyar hangja: - Lux Ádám |
| 1994      |                                          | Good Advice                          | Bernard                                             | 1 epizód                                       |
| 1994      | Veszélyes küldetés                       | New York Undercover                  | Dr. Carl Weschler                                   | 1 epizód                                       |
| 1995      |                                          | Partners                             | Christopher Nnngaarzh                               | 1 epizód                                       |
| 1995      | Kulcsember                               | Pointman                             | J.W. Mainwaring                                     | 1 epizód                                       |
| 1995–1996 |                                          | Gargoyles                            | Iago / Coldsteel (hangja)                           | 2 epizód                                       |
| 1995–1997 | Jaj, a szörnyek!                         | Aaahh!!! Real Monsters               | Snav / Urbab / Abraham Lincoln / menedzser (hangja) | 12 epizód                                      |
| 1996      | Nash Bridges – Trükkös hekus             | Nash Bridges                         | Neil Wojack                                         | 1 epizód                                       |
| 1996      | Végtelen határok                         | The Outer Limits                     | Terry McCammon                                      | 1 epizód                                       |
| 1996      |                                          | Mighty Ducks: The Animated Series    | Phineas T. Viper (hangja)                           | 1 epizód                                       |
| 1996      | A kullancs                               | The Tick                             | Octopagnini (hangja)                                | 1 epizód                                       |
| 1996–1997 | Louie élete                              | Life with Louie                      | pénztáros / boltvezető (hangja)                     | 2 epizód                                       |
| 1997      |                                          | High Incident                        | Hackworth őrmester                                  | 1 epizód                                       |
| 1997      |                                          | Duckman                              | Hans (hangja)                                       | 1 epizód                                       |
| 1997      | Johnny Bravo                             | Johnny Bravo                         | Melvin / Maitre D' / filmsztár (hangja)             | 1 epizód                                       |
| 1997      |                                          | Women: Stories of Passion            | Jim "Jimbo"                                         | 1 epizód                                       |
| 1997      | Superman: A rajzfilmsorozat              | Superman: The Animated Series        | Corey Mills őrmester (hangja)                       | 1 epizód                                       |
| 1997      |                                          | Players                              | Marcus Flint                                        | 1 epizód                                       |
| 1997      | A szellemirtók újabb kalandjai           | Extreme Ghostbusters                 | egyéb hangok                                        | 2 epizód                                       |
| 1998      | Jumanji                                  | Jumanji                              | Mr. Schreem (hangja)                                | 1 epizód                                       |
| 1998      | Vészhelyzet                              | ER                                   | Wilson nyomozó                                      | 1 epizód                                       |
| 1999      |                                          | The Wild Thornberrys                 | hermelin / szarvas (hangja)                         | 2 epizód                                       |
| 1999      | Rocket Power                             | Rocket Power                         | MacKenzie apja (hangja)                             | 1 epizód                                       |
| 2000      |                                          | Three                                | börtönigazgató                                      | 1 epizód                                       |
| 2001      | Batman of the Future                     | Batman Beyond                        | Dr. Childes (hangja)                                | 1 epizód                                       |
| 2001      |                                          | Going to California                  | Clay Shelton                                        | 1 epizód                                       |
| 2001      | Az igazság ligája                        | Justice League                       | Brak tábornok / katona / előkelőség (hangja)        | 2 epizód                                       |
| 2001      |                                          | Wolf Lake                            | Carl                                                | 1 epizód                                       |
| 2001–2003 | 24                                       | 24                                   | George Mason                                        | 27 epizód                                      |
| 2002      |                                          | The Court                            | Keith Nolan                                         | 3 epizód                                       |
| 2003      |                                          | The Twilight Zone                    | Harry Kellogg                                       | 1 epizód                                       |
| 2003      | Pókember                                 | Spider-Man: The New Animated Series  | polgármester (hangja)                               | 1 epizód                                       |
| 2003      | Karen Sisco – Mint a kámfor              | Karen Sisco                          | Alvin Simmons                                       | 1 epizód                                       |
| 2003–2004 | CSI: A helyszínelők                      | CSI: Crime Scene Investigation       | Rory Atwater seriff                                 | 5 epizód                                       |
| 2004–2005 | Tini titánok                             | Teen Titans                          | Mento / Warp / Immortus (hangja)                    | 3 epizód                                       |
| 2005      | Esküdt ellenségek                        | Law & Order                          | Clay Pollack                                        | 1 epizód                                       |
| 2006      | Az elnök emberei                         | The West Wing                        | Frank Hollis                                        | 1 epizód                                       |
| 2007      | Esküdt ellenségek: Különleges ügyosztály | Law & Order: Criminal Intent         | George Pagolis                                      | 1 epizód                                       |
| 2007      | The Batman                               | The Batman                           | Paul Karon (hangja)                                 | 1 epizód                                       |
| 2007      | Túsztárgyalók                            | Standoff                             | Paul Fisk                                           | 1 epizód                                       |
| 2007      | Dr. Csont                                | Bones                                | Dr. Bancroft                                        | 1 epizód                                       |
| 2008      | Boston Legal – Jogi játszmák             | Boston Legal                         | Rex Swarthmore helyettes kerületi ügyész            | 1 epizód                                       |
| 2008      | Jericho                                  | Jericho                              | John Smith                                          | 3 epizód                                       |
| 2008      |                                          | Wainy Days                           | Cornelius                                           | 1 epizód                                       |
| 2008      | Gyilkos elmék                            | Criminal Minds                       | Hyde nyomozó                                        | 1 epizód                                       |
| 2008–2009 | A Pókember legújabb kalandjai            | The Spectacular Spider-Man           | Quentin Beck / Mysterio (hangja)                    | 4 epizód                                       |
| 2008–2013 | A mentalista                             | The Mentalist                        | Thomas McAllister seriff                            | 5 epizód                                       |
| 2009      | A médium                                 | Medium                               | Mitchell Slocombe                                   | 1 epizód                                       |
| 2009      | Batman: A bátor és a vakmerő             | Batman: The Brave and the Bold       | Sinestro (hangja)                                   | 1 epizód                                       |
| 2009      | A főnök                                  | The Closer                           | Curt Landry nyomozó                                 | 1 epizód                                       |
| 2010      | Doktor Donor                             | Three Rivers                         | Harold Estes őrmester                               | 1 epizód                                       |
| 2010      | Ben 10: Ultimate Alien                   | Ben 10: Ultimate Alien               | Morgg börtönigazgató / Trukk (hangja)               | 1 epizód                                       |
| 2010–2012 | Nikita                                   | Nikita                               | Percy Rose                                          | 45 epizód                                      |
| 2010–2012 |                                          | The Booth at the End                 | a férfi                                             | 10 epizód                                      |
| 2013      | Being Human – Emberbőrben                | Being Human                          | Liam McLean                                         | 8 epizód                                       |
| 2013      |                                          | NTSF:SD:SUV::                        | Theodore Dent                                       | 1 epizód                                       |
| 2013–2015 |                                          | Longmire                             | Jeremiah Rains                                      | 2 epizód                                       |
| 2014      | A törvény embere                         | Justified                            | Charles Monroe                                      | 2 epizód                                       |
| 2014      |                                          | Beware the Batman                    | Manhunter / Paul Kirk (hangja)                      | 1 epizód                                       |
| 2014–2015 | Salem                                    | Salem                                | Hale magiszter                                      | - 14 epizód - magyar hangja: - Sörös Sándor    |
| 2015      | Zoo – Állati ösztön                      | Zoo                                  | Ronnie "Dogstick" Brannigan                         | 4 epizód                                       |
| 2015–2016 | 12 majom                                 | 12 Monkeys                           | Jonathan Foster ezredes                             | 3 epizód                                       |
| 2015–2016 |                                          | Aquarius                             | rendőrfelügyelő                                     | 3 epizód                                       |
| 2016–2018 | The Walking Dead                         | The Walking Dead                     | Gregory                                             | - 15 epizód - magyar hangja: - Rosta Sándor    |
| 2018      | Supergirl                                | Supergirl                            | Peter Lockwood                                      | 1 epizód                                       |
| 2020      | MacGyver                                 | MacGyver                             | John Acosta tábornok                                | - 1 epizód - magyar hangja: - Rosta Sándor     |
| 2020      |                                          | Bull                                 | Hollingsworth bíró                                  | 1 epizód                                       |
| 2020      |                                          | FBI: Most Wanted                     | Maurice Hewitt                                      | 1 epizód                                       |
| 2022      |                                          | The Republic of Sarah                | Paul Cooper                                         | 7 epizód                                       |
| 2023      | A Mandalóri                              | The Mandalorian                      | Gilad Pellaeon százados                             | 1 epizód                                       |